# Porto Cristo
Porto Cristo est une station balnéaire espagnole située dans l'archipel des Baléares et précisément sur l'ile de Majorque, dans le municipio de Manacor.
Les grottes du Drach se situent près de Porto Cristo.

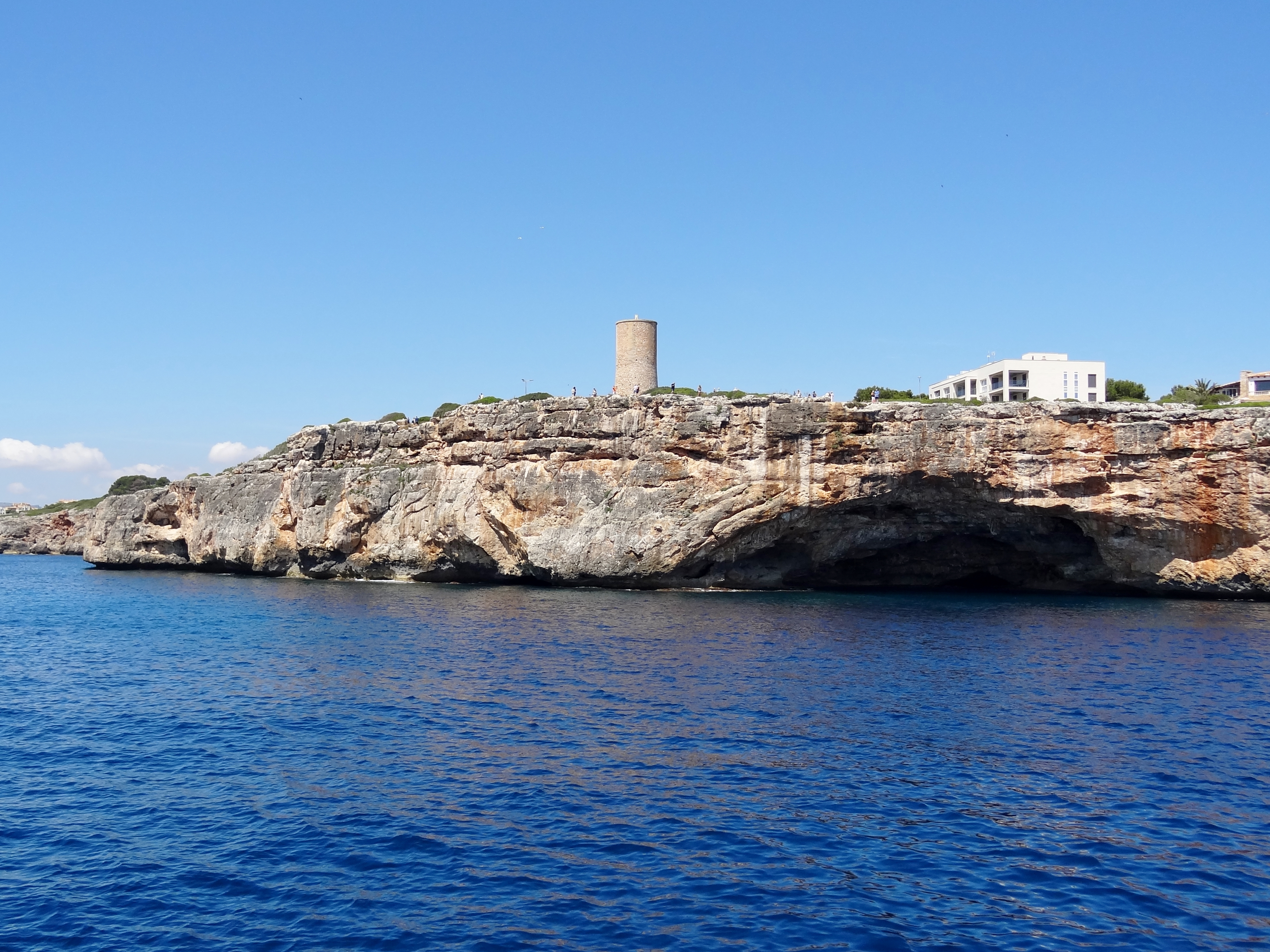
La Torre dels Falcons, une tour de guet construite en 1577.
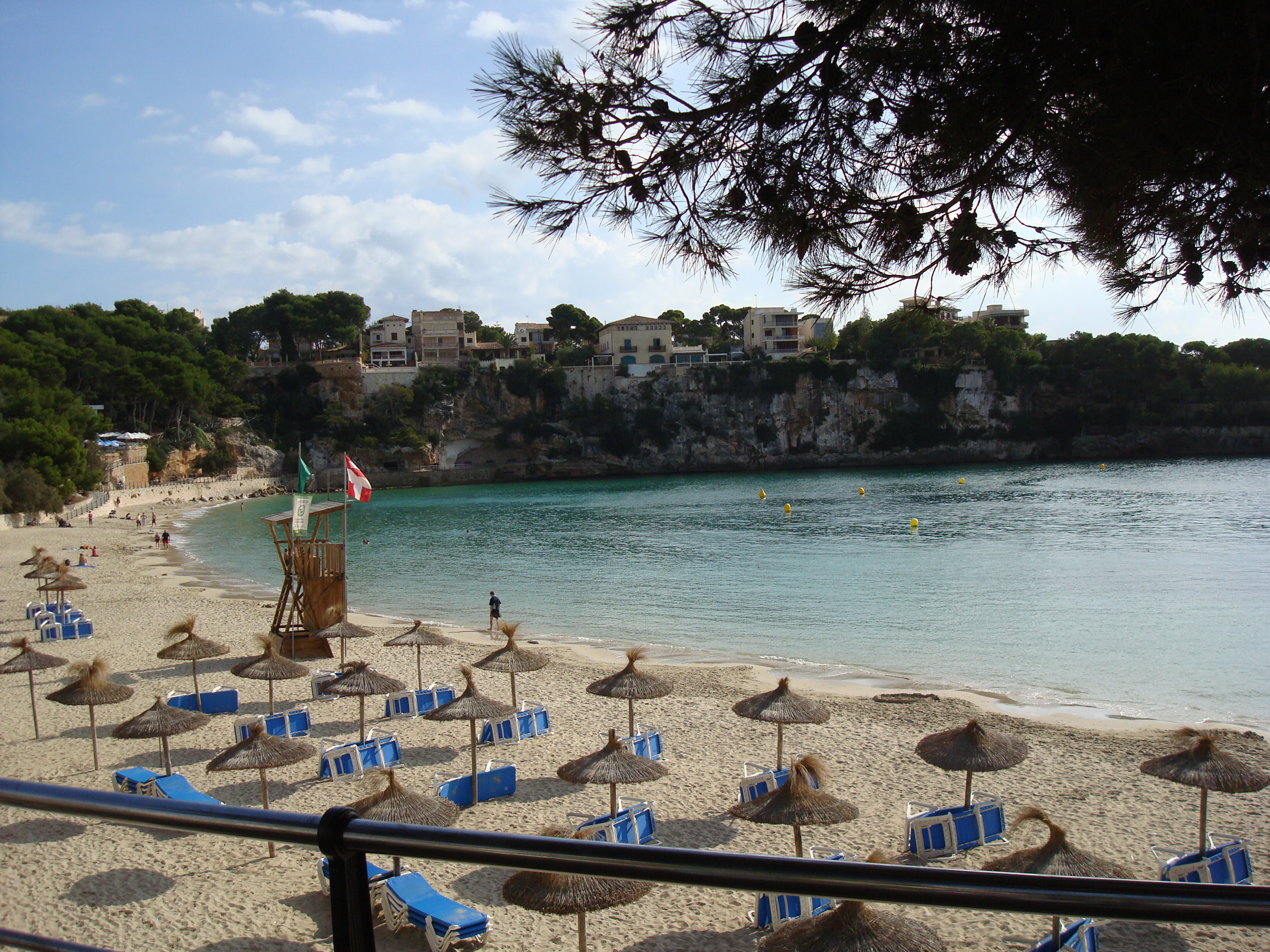
Plage de Porto Cristo.
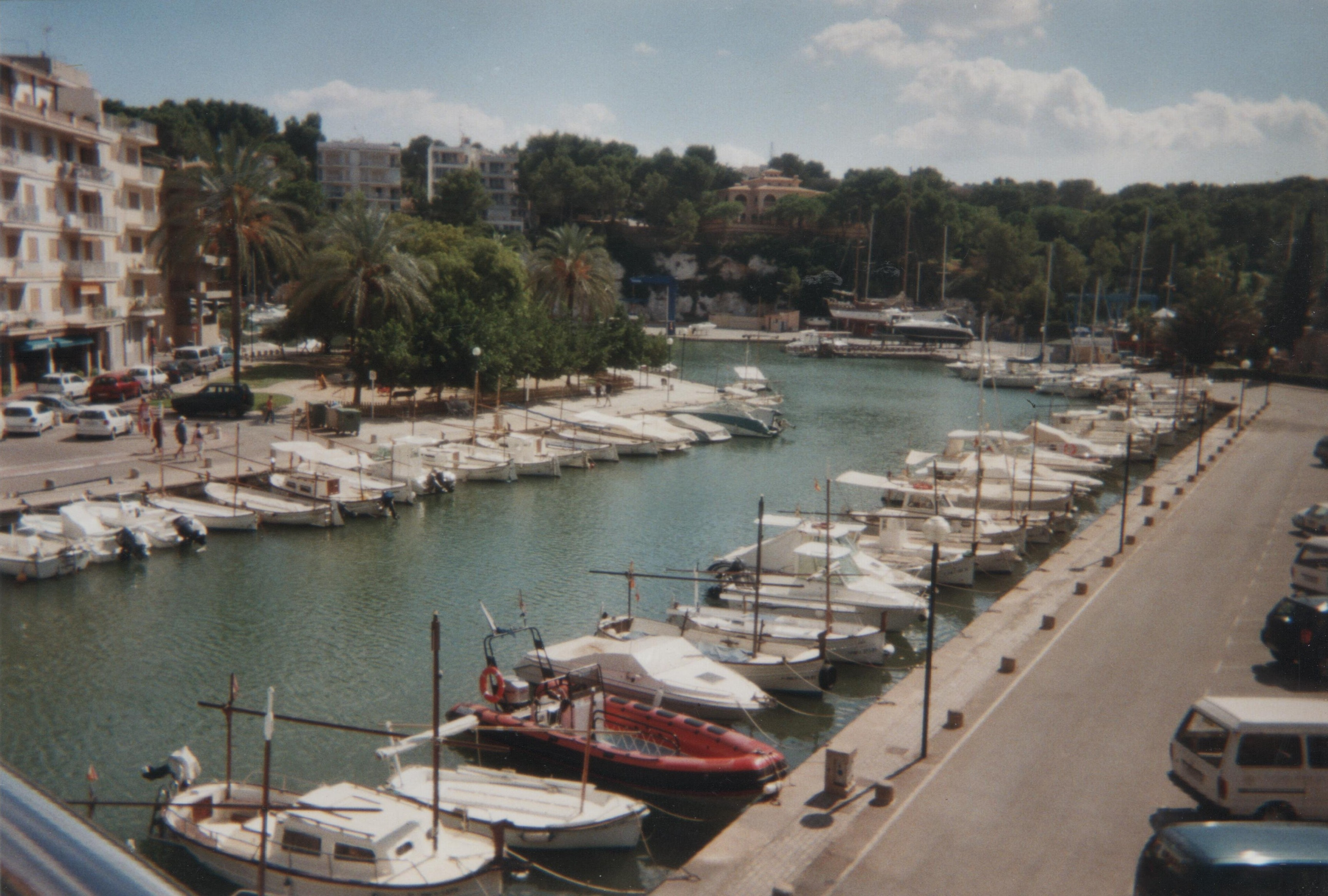
La marina.
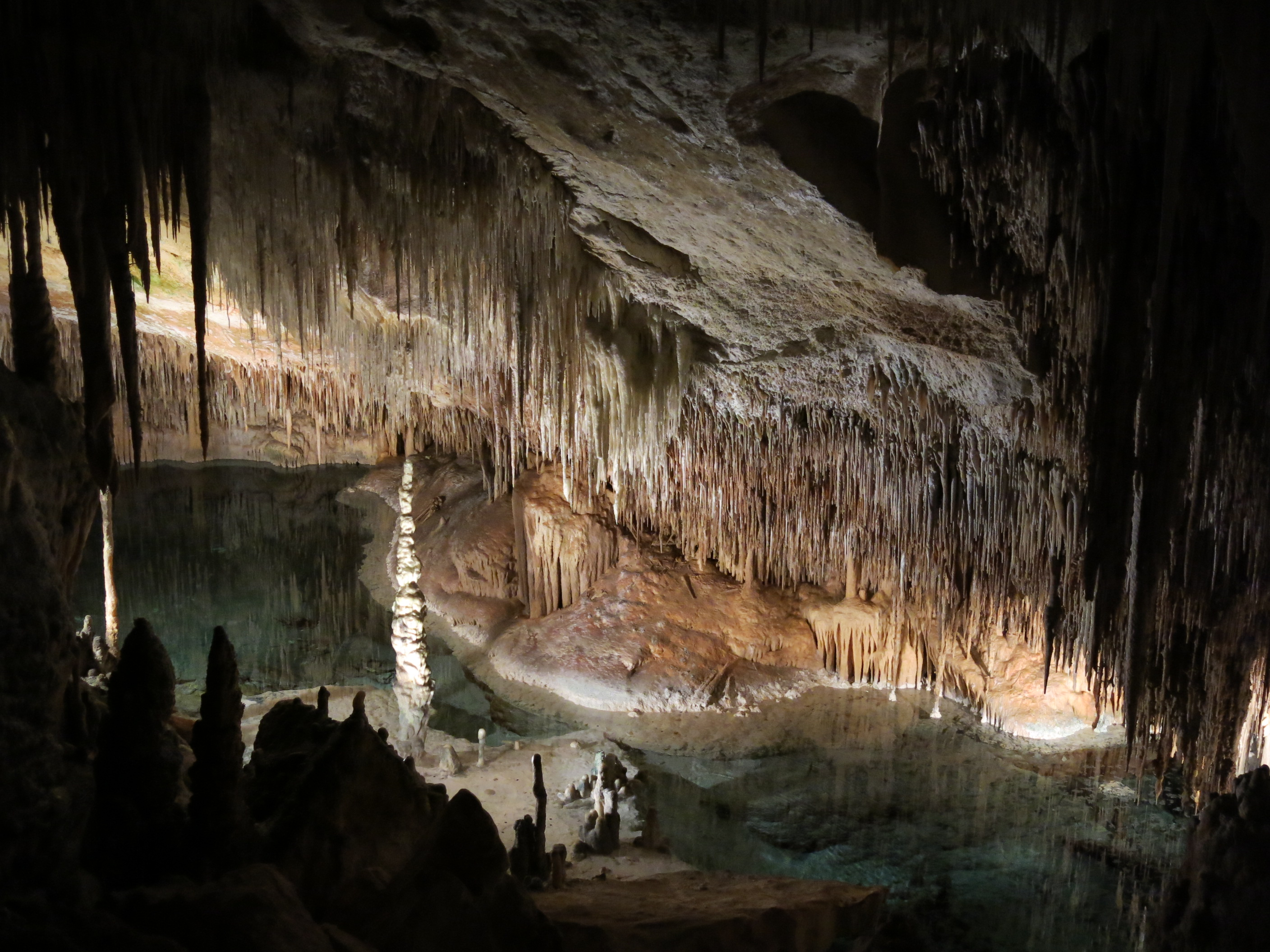
Intérieur des grottes du Drach.